# Pit Clausen

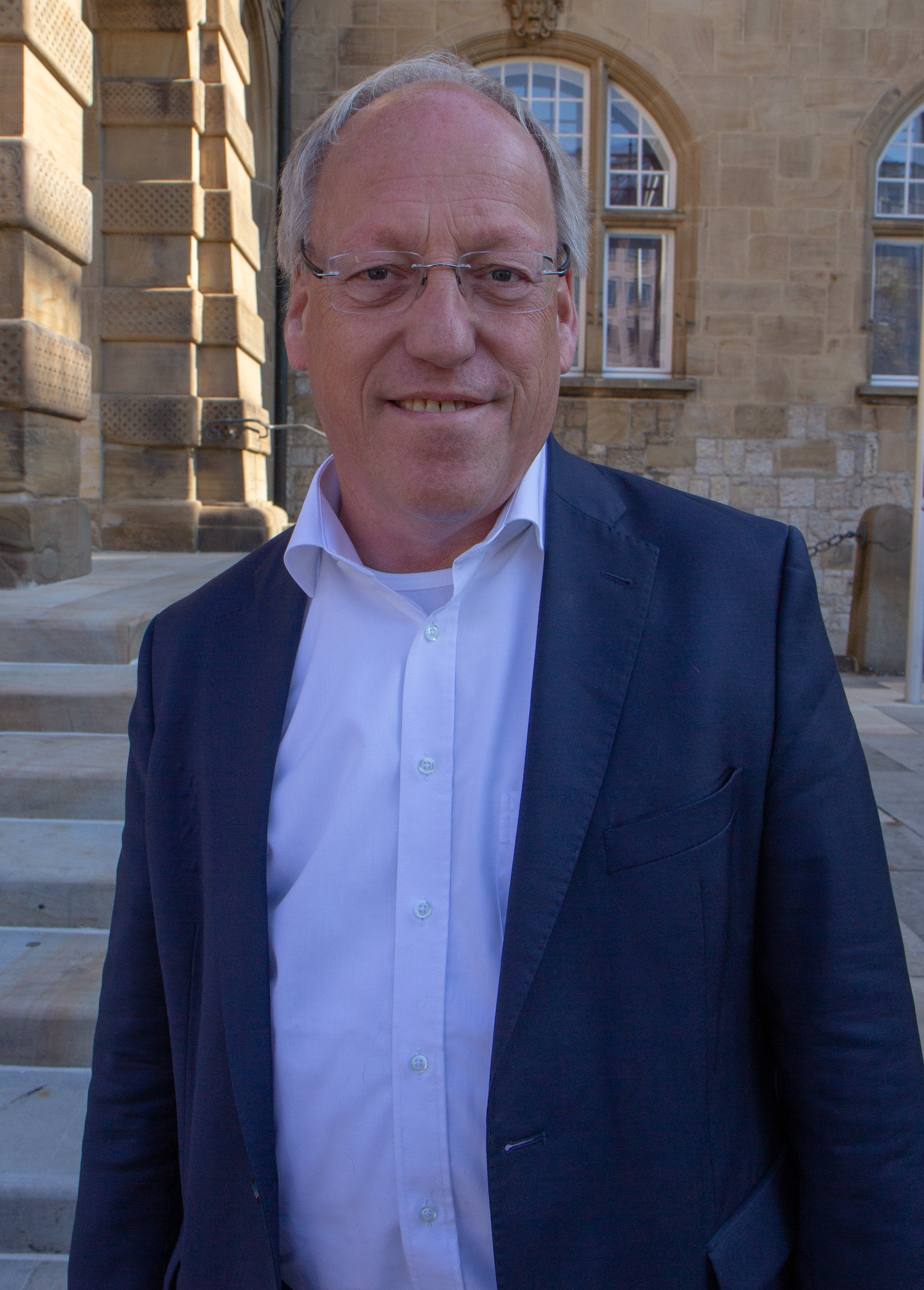
Pit Clausen, 2018

Pit Clausen (eigentlich Peter Clausen; * 12. Mai 1962 in Düsseldorf) ist ein deutscher Politiker (SPD) und seit dem Jahr 2009 Oberbürgermeister der Stadt Bielefeld.

## Leben und beruflicher Werdegang
Pit Clausen ist ein Sohn des Werkzeugmachers Hans-Christian Clausen und der kaufmännischen Angestellten Ingrid Helga Clausen (geb. Albuschat) und hat einen Zwillingsbruder, Jürgen Clausen. Er machte 1981 das Abitur am Dietrich-Bonhoeffer-Gymnasium in Hilden. Nach dem Wehrdienst als Stabsdienstsoldat in Buxtehude studierte er von 1982 bis 1989 Rechtswissenschaft an der Universität Bielefeld und war danach ein Jahr als wissenschaftlicher Mitarbeiter am Lehrstuhl von Peter Schwerdtner tätig. Seit 1990 war Clausen als Richter an den Arbeitsgerichten Düsseldorf, Herford, Detmold, Bochum, Hagen, Paderborn und Bielefeld tätig.
Clausen ist seit dem 20. Januar 2012 mit Thomas Sopp in eingetragener Lebenspartnerschaft verbunden.

## Politik
Clausen trat im Jahr 1983, ein Jahr nach seinem Umzug nach Bielefeld, der SPD bei und war ab 1994 für die SPD Mitglied des Rates der Stadt Bielefeld. In den Jahren 1994 bis 1999 arbeitete er als sozialpolitischer Sprecher der Fraktion und anschließend bis zum Jahr 2004 als Vorsitzender des Jugendhilfeausschusses. Von 2002 bis 2009 war er Vorsitzender der SPD-Fraktion in des Stadtrates.

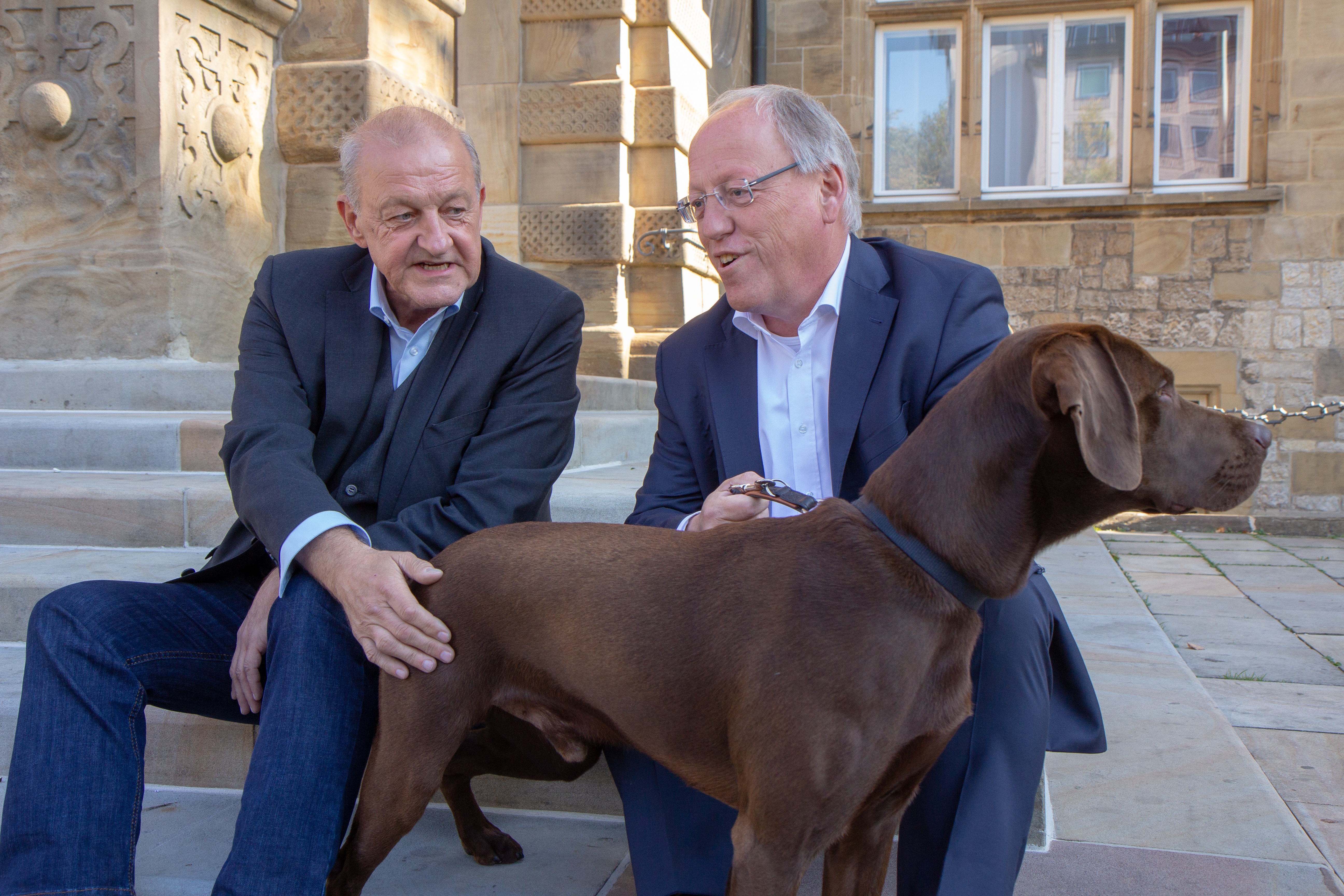
Clausen mit Hund Scotty und Leonhard Lansink am Set der ZDF-Serie Wilsberg im Oktober 2018 in Bielefeld

Bei den Kommunalwahlen 2004 kandidierte Clausen gegen den Amtsinhaber Eberhard David für das Amt des Oberbürgermeisters, unterlag jedoch in der Stichwahl vom 10. Oktober mit 137 Stimmen Rückstand zu David.
Bei den Kommunalwahlen am 30. August 2009 wurde Clausen mit 43,3 % der Stimmen zum ersten Mal zum Oberbürgermeister gewählt; seine Amtszeit begann am 21. Oktober 2009. Seine Gegenkandidaten waren Bernd Landgraf (CDU, 40,2 %), Marianne Weiß (Bündnis 90/Die Grünen, 9,8 %), Harald Buschmann (FDP, 3,2 %) und Hans-Joachim Ludwig (Bürgernähe, 3,5 %). Im Vorfeld der Wahl gab Clausen an, sich vor allem für Klimaschutz auf kommunaler Ebene, Ausbau der Betreuung von Kleinkindern, Ganztagsschulen und „gemeinsames Lernen“ über das 4. Schuljahr hinaus einsetzen zu wollen.
Zu den Kommunalwahlen 2014 legte Clausen sein Amt vorzeitig nieder, um die Zusammenlegung von Rats- und Oberbürgermeisterwahl möglich zu machen. Er gewann in der Stichwahl am 15. Juni 2014 mit 55,9 %, sein Gegenkandidat Andreas Rüther (CDU) erhielt 44,1 %. Bei den Kommunalwahlen 2020 gewann Clausen in einer am 27. September abgehaltenen Stichwahl mit 56,1 % gegen Ralf Nettelstroth (CDU, 43,9 %) und trat seine dritte Amtszeit an.
Am 12. Februar 2017 nahm Clausen auf Vorschlag der SPD-Fraktion im Landtag Nordrhein-Westfalen als Mitglied der 16. Bundesversammlung an der Wahl des Bundespräsidenten teil.

## Ämter
Pit Clausen war von 2016 bis 2022 Vorsitzender des Städtetages Nordrhein-Westfalen.